# San José del Guaviare
San José del Guaviare és una ciutat i municipi al sud-est de Colòmbia, capital del departament de Guaviare al llarg de la riba dreta del riu Guaviare. Allotja algunes de les persones deshabitades del poble Nunak. El 2018 tenia 52.815. Es troba en una zona de transició entre els Llanos cap al nord i els boscos tropicals semicaducifolis al sud. La ciutat de Mitú es troba a 320 km al sud-est.
En el seu territori habiten en deu Resguardos els pobles sikuani, tucano, desano, cubeo, puinave piratapuyo, curripaco, guayabero i nukak (comunitat nòmada contactada el 1988). Tots els resguardos indígenes cobreixen el 60% de la jurisdicció municipal; el Resguardo Nukak té 954.480 hectàrees, de les quals comparteix 44.900 amb el municipi veí de Retorno i cobreix el 56% de l'extensió del municipi.
A 8 km de San José es troba el Caño Sabana, un rierol d'estranya orografia que produeix petites cascades, amb colors vermellosos i verdosos produïts per un llit de macarenia clavigera, fanerògama de la família de les podostemàcies. A 9 km es troba la Puerta de Orión, una formació rocosa de 15 metres d'alçada i uns 20 d'ample, constituït per cavitats i cornises, epicentre d'investigació astronòmica. A 47 km de la capital de Guaviare es troba el Cerro Azul o Cerro Pinturas, on es troben una sèrie de pintures rupestres pintades per indígenes que habitaven la regió muntanyenca de la Lindosa i que conformen uns murals amb pigment vermellós. A 11 jm de es troba la Laguna Negra, am una superfície de 900.000 m2 on habiten les payaras (Hydrolycus scomberoides). A 11 km es troben els Túneles Naturales compostos per roques d'extraordinàries formes, coves naturals, laberints, art rupestre, exuberant flora i fauna, sent un lloc d'espeleologia i investigació.